# 吉爾莫爾 (印第安納州)
吉爾莫爾（英語：Gilmour）是位於美國印第安納州格林縣的一個非建制地區。該地的面積和人口皆未知。